# کویاتکی
کویاتکی (به چکی: Kojátky) یک منطقهٔ مسکونی در جمهوری چک است که در ناحیه ویشکوو واقع شده‌است. کویاتکی ۵٫۶۷ کیلومتر مربع مساحت و ۳۴۱ نفر جمعیت دارد و ۲۴۹ متر بالاتر از سطح دریا واقع شده‌است.